# 그대와 함께 떠나리
그대와 함께 떠나리(이탈리아어: Con te partirò 콘 테 파르티로[*] [kon ˈte partiˈrɔ])는 이탈리아의 클래식 크로스오버 곡으로 작곡은 프란체스코 사르토리(Francesco Sartori)가 하였고, 작사는 루치오 콰란토토(Lucio Quarantotto)가 하였다. 1995년 안드레아 보첼리가 산레모 축제에서 부른 것이 처음이며, 같은 해에 앨범작업을 하였다. 이 곡은 보첼리의 대표곡 중 하나이다. 이 곡의 대중적 성공으로 영어로 번안되어 1996년 《Time to Say Goodbye》란 싱글 앨범명으로 발매했다. 앨범의 타이틀 곡인 〈Time to Say Goodbye〉는 사라 브라이트만과 안드레아 보첼리가 듀엣으로 부른 곡이다.

## 인증
| 국가                                                            | 인증     | 판매량/출하량 |
| --------------------------------------------------------------- | -------- | ------------- |
| 벨기에 (BEA)                                                    | 플래티넘 | 50,000*       |
| 프랑스                                                          | —        | 900,000       |
| 이탈리아 (FIMI)                                                 | 골드     | 25,000        |
| 영국 (BPI)                                                      | 실버     | 200,000       |
| *판매량을 기반으로 한 인증 · 판매량+스트리밍을 기반으로 한 인증 |          |               |